# 卢西塔尼亚号
卢西塔尼亚远洋班轮（英語：RMS Lusitania）是隸屬於英国丘纳德航运公司的远洋班轮，同時也是毛里塔尼亚号（RMS Mauritania）和阿奎塔尼亞號（RMS Aquitania）的姐妹舰。

## 誕生背景

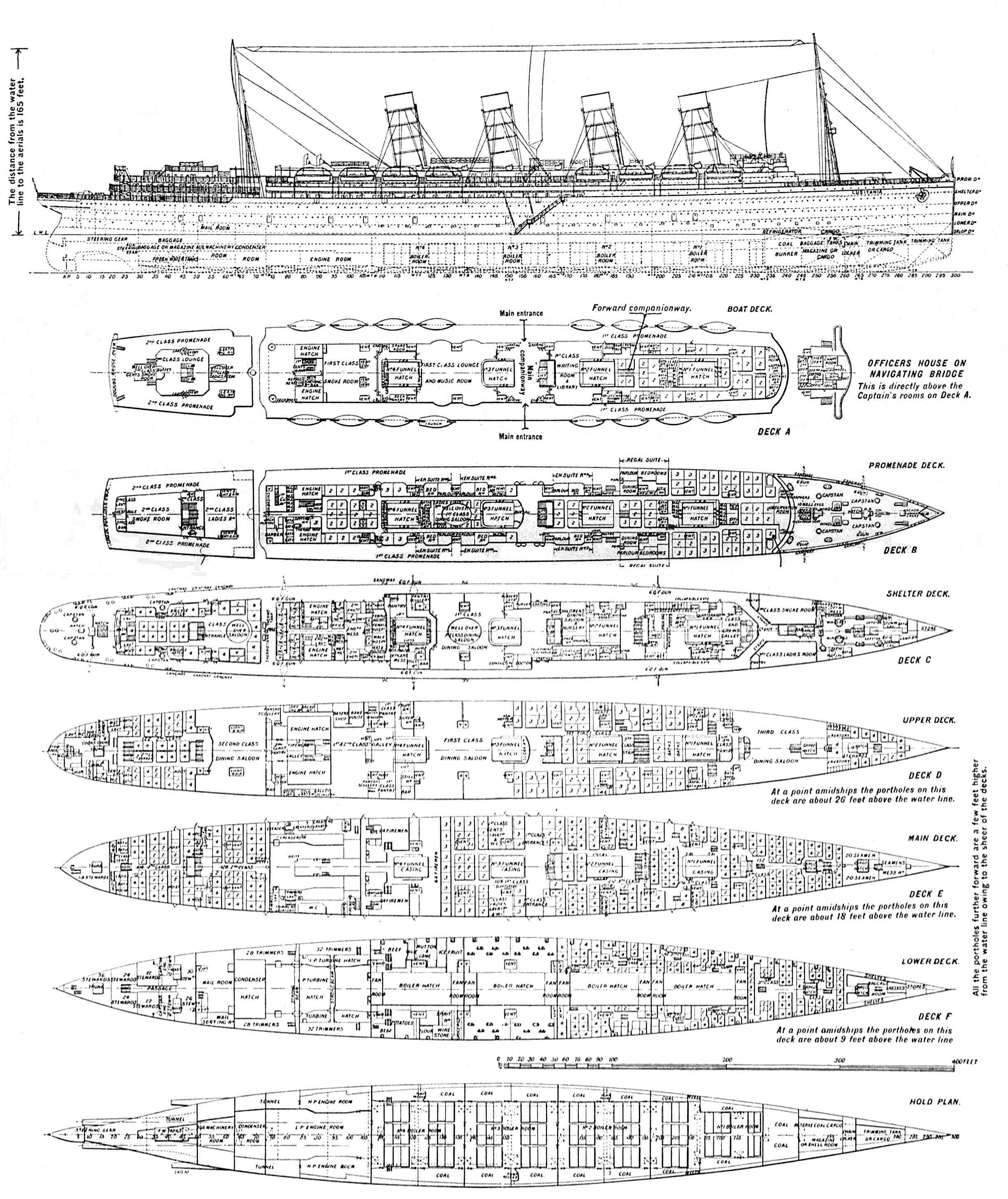
盧西塔尼亞號的甲板設計圖

20世紀初，美國歷史上著名富翁之一約翰·皮爾龐特·摩根想出壟斷橫渡大西洋航線的念頭，並成立國際商業海洋公司，一家地購買最感興趣的航运公司，並於1901年買下了雷蘭航運（Leyland Line），1902年買下了英國當時最大的白星航运公司。冠達董事長因弗克萊德勳爵因此向英國政府尋求援助。面對走向低谷的英國远洋班轮船隊和隨之而來國家聲望的喪失，英國國會感到這是對於大英帝國的嚴重恥辱，於是決定捍衛丘纳德航运。1903年6月，英國政府與丘纳德航运簽定為期20年的合同和260萬英鎊的貸款，每年向其公司提供15萬英鎊的支援，並鼓勵冠達郵輪建造量艘當時世界上最大的远洋班轮。作為回報，這些艦艇將按照海軍部的規格建造，以便在戰時用作輔助巡洋艦。
1903年，名稱取自伊比利亞半島西部的古羅馬省盧西塔尼亞的盧西塔尼亞號，於蘇格蘭克萊德班克的約翰·布朗船廠（John Brown & Co. Ltd）開工；1904年，姐妹船茅利塔尼亞號開工。

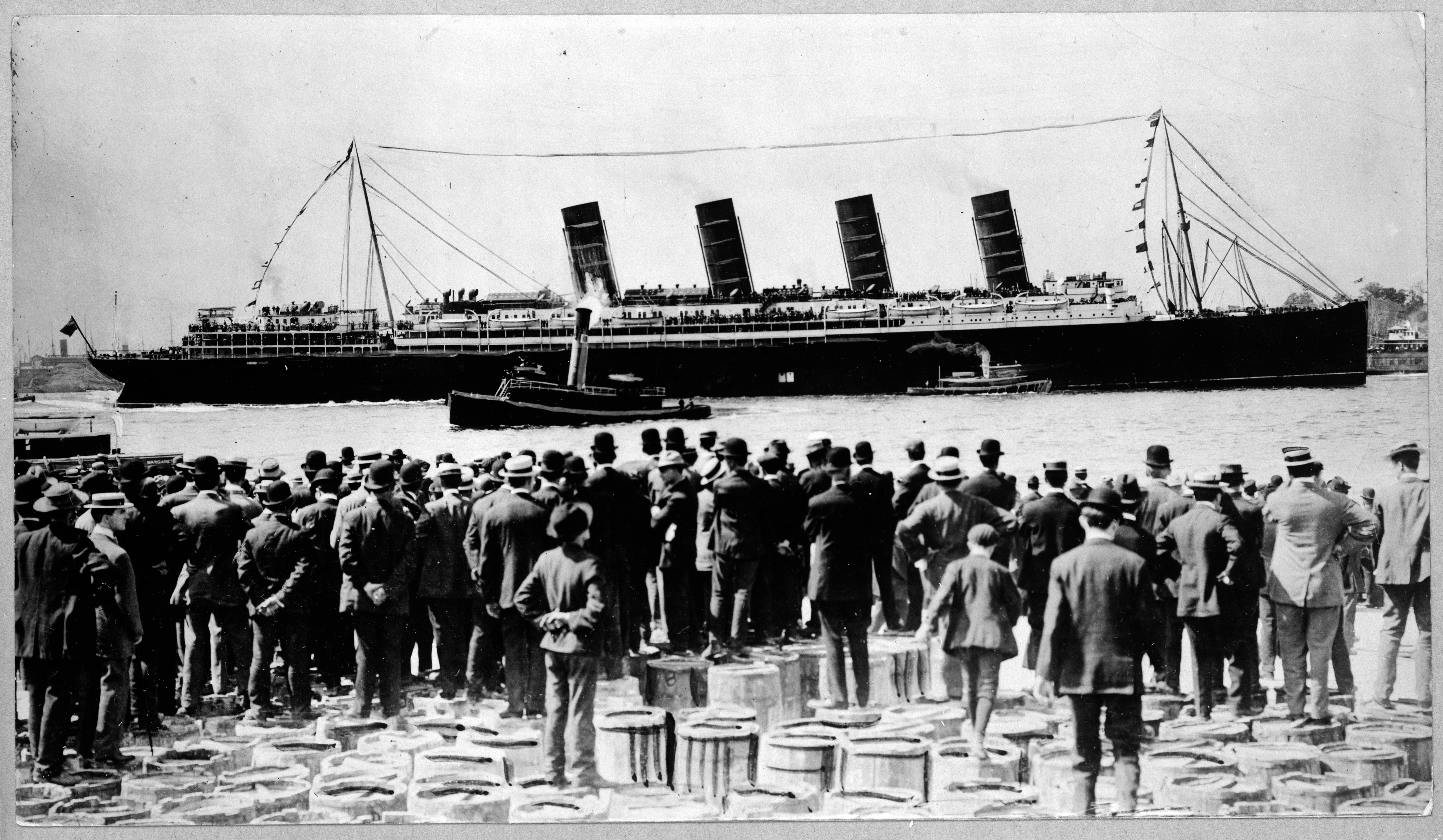
1907年，盧西塔尼亞號的處女航圖像

在完工時，盧西塔尼亞號曾一度是當時世界最快、最大的远洋班轮，但很快就被稍大的茅利塔尼亞號所取代。這兩艘船也同時地首次使用了蒸汽輪機代替往復式蒸汽機。由於此項設計，這為它們創下了新的速度也創造了條件，另外，还装备了无线电，电梯和其他的现代設備，另外别的船相比，卢西塔尼亚号有超过50%的更多乘客搭载量；同时头等舱拥有令人瞩目的豪华装修。盧西塔尼亞號開創了大西洋远洋班轮的新紀元，之後，大型郵船紛紛把速度和豪華同時作為追求的目標，其中最為著名的屬白星航運的奥林匹克级远洋班轮。

## 設施

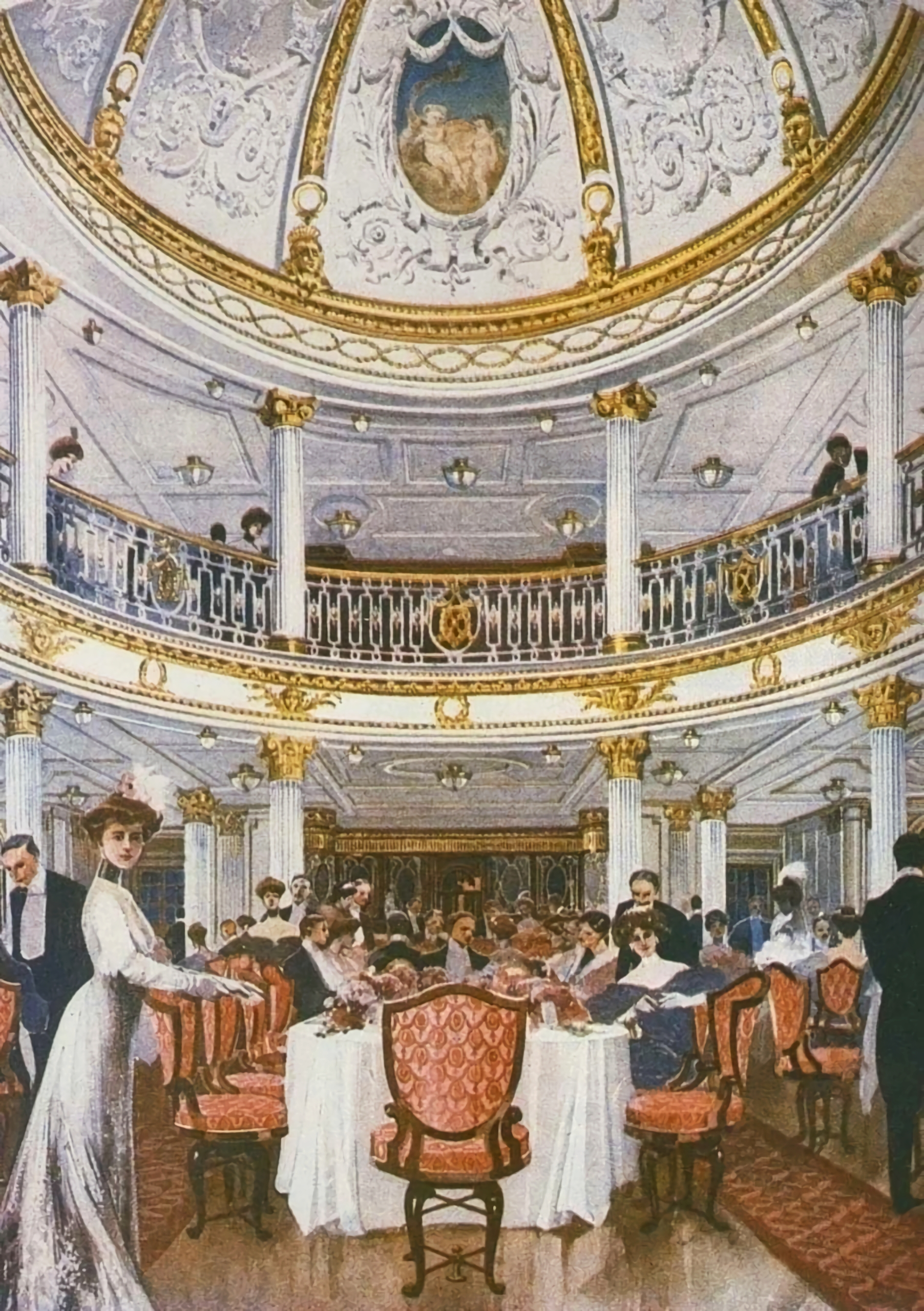
盧西塔尼亞號的餐飲沙龍廳設計圖。

在它們被引入北大西洋時，盧西塔尼亞號和茅利塔尼亞號都擁有當時北大西洋最豪華、最寬敞和最舒適的远洋班轮內飾。其中盧西塔尼亞號是由蘇格蘭建築師詹姆斯·米勒設計，米勒選擇使用灰泥來創造室內裝飾，使盧西塔尼亞給人的整體印象比大量使用木鑲板茅利塔尼亞號更加明亮。
盧西塔尼亞號提供給頭等艙乘客各種新穎的設施，船上的客艙分佈在六個甲板上；從頂層甲板到水密艙室，依序船甲板（A甲板）、長廊甲板（B甲板）、庇護甲板（C甲板）、上甲板（D甲板）、主甲板（E甲板）和下層甲板（F甲板），根據1907年的原始配置，盧西塔尼亞號共可以搭載2,198名乘客和827名船員。 
其中盧西塔尼亞號的頭等艙位於最上層五層甲板的中央部分，集中在第一和第四個煙囪之間，共可以容納552名頭等艙乘客。與那個時期的所有主要班輪一樣，盧西塔尼亞的頭等艙採用歷史風格的裝飾，餐飲沙龍廳是船上最宏偉的設施；佈置在兩個甲板上，中樣部分有一個開放的圓形井，頂端是一個29英尺（8.8公尺）的精緻圓頂，並繪有仿為法蘭索瓦·布雪風格的新古典主義壁畫，此外頭等艙還設有休息室、閱讀和寫作室、吸煙室和陽台咖啡廳。大樓梯連接了乘客住宿的所有甲板，每一層都有寬闊的走廊和兩部電梯。頭等艙含有各種裝飾風格的套房佈置，另增設兩間豪華套房，每間套房都有兩間臥室、餐廳、客廳和浴室。

## 首航
1907年9月7日星期六，由詹姆斯·B·瓦特（Commodore James Watt）船長指揮的盧西塔尼亞號停泊於利物浦進行處女航，直到晚上9點仍便有著20萬人聚集於碼頭，觀看著她出發前往皇后鎮（1920年後更名為科夫），第二天早上則經過附近的羅氏角，此刻船上的乘客總數則達到2320人，在9月13日星期五抵達位於美國孟莫斯郡桑迪胡克前，盧西塔尼亞號每日共行駛約 575、570、593 和493英里（793公里），總共耗時5天54 分鐘，比德國客船德皇威廉二世號保持的藍絲帶獎記錄還多了30分鐘，這則歸因在大西洋行駛時視線受到大霧的干擾而耽誤，不過在紐約，共有數十萬人從砲台公園聚集在哈德遜河岸的56號碼頭等待船隻的到來，紐約所有的警察都被召集來控制人群，在紐約停留一週後，9月21日星期六，盧西塔尼亞號啟程返航英國，並於9月27日抵達皇后鎮，12小時後抵達利物浦。回程時間為5天4小時19分。
在處女航之後，盧西塔尼亞號在第二次航行時以4天19小時53分鐘的最快藍絲帶獎紀錄抵達桑迪胡克，盧西塔尼亞號航行的平均速度為 23.99節（44.43 公里/小時），東行的平均速度為 23.61 節（43.73 公里/小時），1909年，盧西塔尼亞在更換螺旋槳後完成了她最快的西向航行，平均時速為25.8 節（47.87公里/小時）。並在當年7月短暫恢復了最快紀錄，在八年的服役期間，盧西塔尼亞號於利物浦-紐約航線上共穿越了201次，向西運送了155,795名乘客，向東運送了 106,180 名乘客。

## 第一次世界大戰
然而於1914年7月爆發的第一次世界大戰後，英國政府曾經計劃徵用盧西塔尼亞號和茅利塔尼亞號改裝成武裝輔助巡洋艦。戰間期，英國與德國都曾將若干商船改裝為輔助巡洋艦。裝備若干火砲就可用來破壞敵方的海上航運，進而繳獲敵人的商船。當然，這樣的輔助巡洋艦船並不只限於郵船。帆船、漁船、不定期貨船都是有改裝的。茅利塔尼亞號和丘纳德航运的新船阿奎塔尼亞號被徵用，後來改裝成皇家醫療船（HMHS）。盧西塔尼亞號則被允許繼續從事客運服務，以便美國和英國的戰時交流。原船體的白、黑、紅外表被塗成全黑色，不掛任何旗幟，船名也被遮蓋掉。

### 沉沒事故

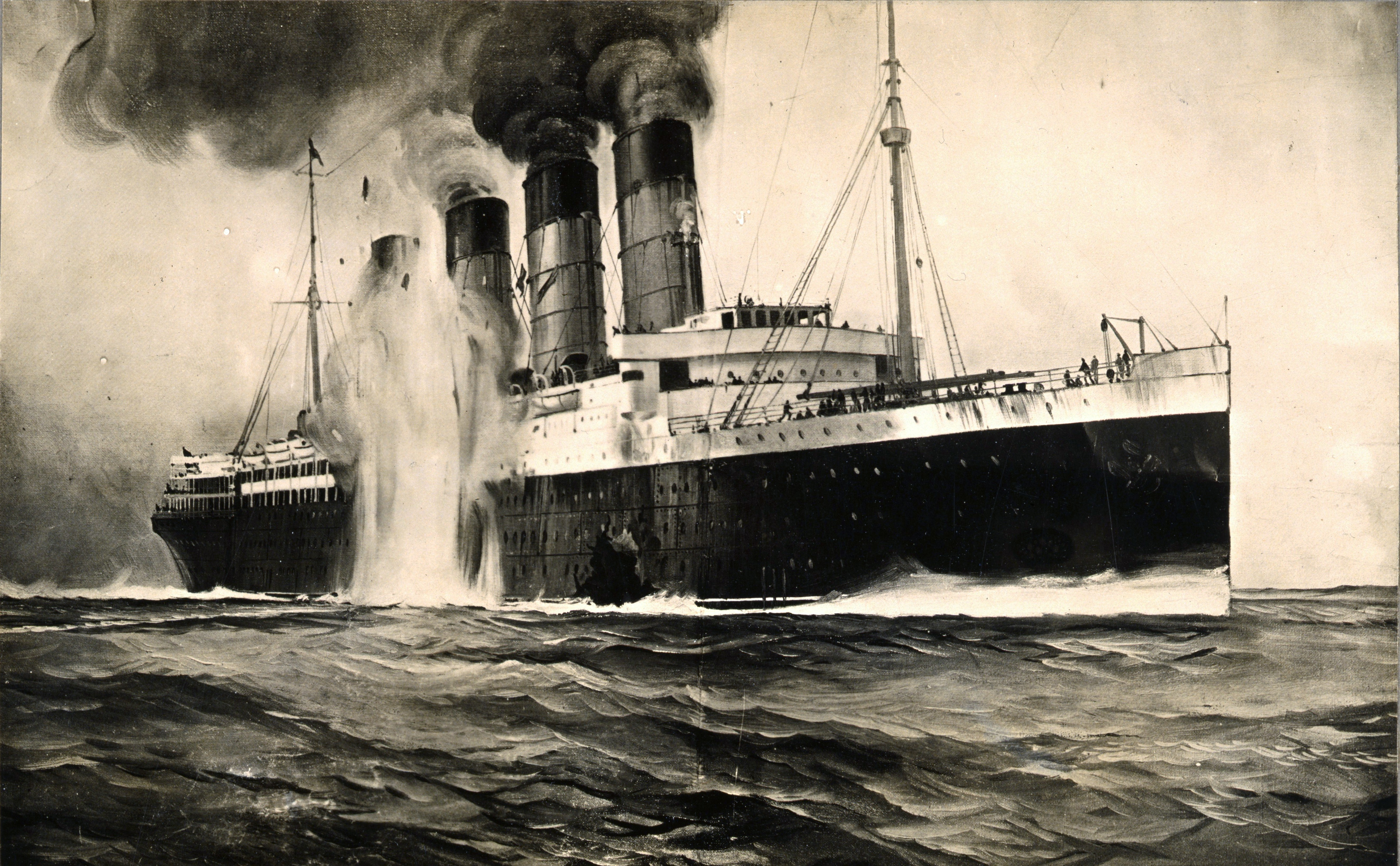
盧西塔尼亞號被魚雷擊中的插畫作品，顯示具有爭議性的「第二顆魚雷」。

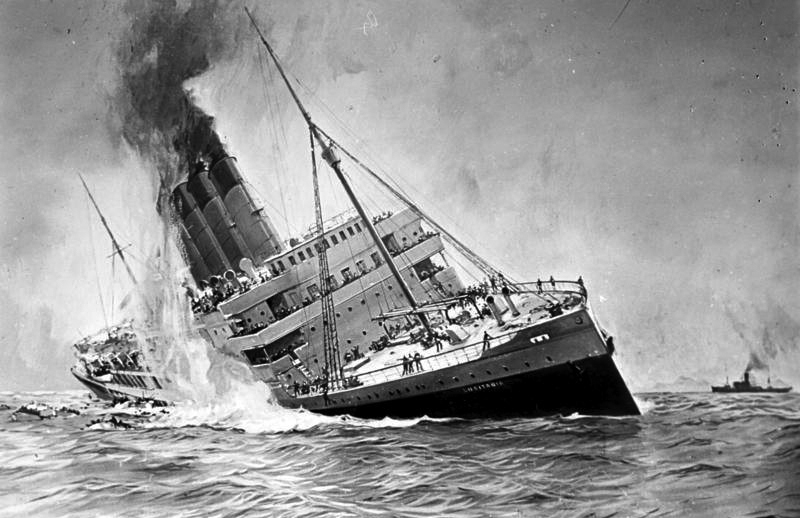
被U-20号击沉的卢西塔尼亚号

1915年5月，此刻大西洋上正是無限制潛艇戰的高峰期，駐美德國大使館在報紙上聲明，任何乘坐懸掛英國旗幟船隻的美國旅客，生命安全都受到威脅。但是盧西塔尼亞號乘客並不把它當一回事。盧西塔尼亞號當時號稱「海上灰狗」，因速度夠快，所以乘客認為可以擺脫德國潛艇襲擊。
5月1日，盧西塔尼亞號在不顧德国驻美大使已通过美国新闻媒体警告不列颠群岛周边已被列为战区下，依然從美國紐約出發，滿載著1,959名乘客（大部分是美國人）和船員前往利物浦。5月7日，盧西塔尼亞號在划为战区的愛爾蘭外海遭遇到嚴重濃霧，船員視線被遮蔽，威廉·特納（William Turner）船長命令把速度減慢到18節。11點30分，大霧逐漸消散而去。正在附近游弋的德國U-20号潜艇發現了盧西塔尼亞號。下午2:12分，在U-20号潜艇的海军上尉瓦尔特·施维格命令後，第一枚魚雷擊中艦橋下面的船身，緊接著，瀰漫的煤炭粉塵引起了猛烈的爆炸。在當年英國的調查報告稱，U-20号潜艇在進行攻擊行動時共發射2枚魚雷，然而最終根據船長威廉·特納的回應，則確認船體僅被一枚魚雷擊中。
當盧西塔尼亞號開始沈沒時，船上的旅客在驚慌失措中擁上了救生艇甲板。秩序極為混亂，又加上船身急速傾斜，只有右舷的救生艇來得及使用，此外也有許多救生艇在裝載或降低時傾覆，將乘客濺入海中。因此在短短18分鐘後，盧西塔尼亞號帶著她的1198名乘客和船員沉入了大海。如同三年前發生的鐵達尼號沉沒事故一樣，大部分死者都是溺水和體溫過低的結果，不過幸運的是，大部分還來得及棄船的乘客被迅速趕來的愛爾蘭漁船救了起來，不至於在海水中凍死，最終事件共造成1198人死亡，761人生還，只有 289具屍體被找到，65具無法確認身份。 
发射鱼雷15分钟后，施维格在他的作战日志中写道：
|  | 看来这艘船只能漂浮很短的时间。[我命令]下潜至25米深，并离开当地海域。我不可能再向这群拼命想要自救的人群再发射一枚鱼雷。 |

### 國際反應

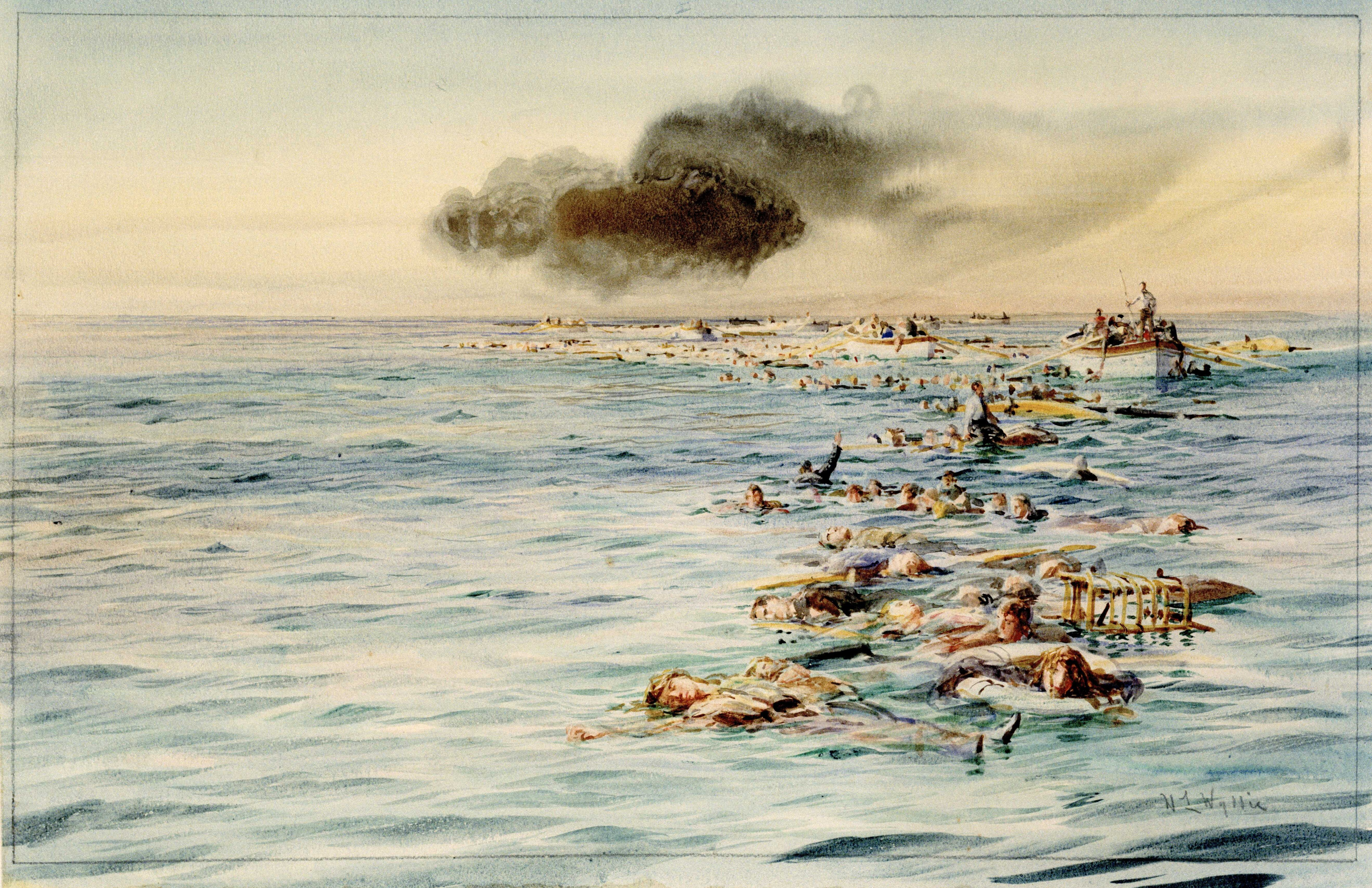
卢西塔尼亚号沈沒後的插畫作品。

由於傷亡者中包括有198名美国人，沉船事件引起了美國的強烈抗議，在U-20号返抵威廉港码头进行燃料补给之前，美国已经就其暴行正式向柏林提出抗议。德皇威廉二世在美国外交照会的空白处写道：“非常无礼”和“令人发指”，“这是自去年8月的日本照会以来，我所读过最无礼的语气和举止”。5月8日，前德國殖民部長伯恩哈德·德恩堡在俄亥俄州克利夫蘭發表聲明，試圖為盧西塔尼亞號沉沒事件進行辯護。當時，德恩堡被公認為德意志帝國政府在美國的官方發言人。德恩堡聲稱因為盧西塔尼亞號攜帶了「戰爭違禁品」，也因此被歸類為輔助巡洋艦，德國則有資權摧毀她。此外，沉沒事件也受到鄂圖曼帝國和奧匈帝國的嚴厲批評和反對。尽管如此，为了让美国置身战争之外，德皇于6月被迫取消无限制潜艇战，并要求不得干扰所有的客轮航行。
由於沉船事件在英國和美國引起了強烈的反德情緒，影響了德國和美國的外交關係。最終在兩年後，即1917年3月1日齐默曼电报事件爆發過後，卢西塔尼亚号的災難更一道成為美国參加一戰的導火索。
長期以來，歷史學家、前英國海軍情報官員帕特里克·比斯利、作家科林·辛普森和唐納德·施密特指稱英國當局故意將卢西塔尼亚号陷入危險處境，才能吸引U型潛艇攻擊，促使美國成為英國盟友。溫斯頓·丘吉爾在盧西塔尼亞號沉沒一個星期前曾寫信給貿易局主席沃爾特·朗西曼（Walter Runciman, 1st Viscount Runciman of Doxford），認為「最重要的是吸引中立船隻接近英國海岸，尤其希望美國與德國開戰。」

### 著名乘客

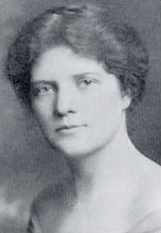
第二代朗達女子爵瑪格麗特·麥克沃思，他是盧西塔尼亞號沈沒事件的倖存者。

#### 倖存者
船員
- 威廉·托馬斯·特納（William Thomas Turner）:盧西塔尼亞號的船長。

乘客
- 奧利佛·珀西·伯納德（Oliver Percy Bernard）：景觀設計師，34歲，他描繪盧西塔尼亞號下沉的草圖發表在倫敦新聞畫報上。
- 約瑟芬·布蘭德爾（Josephine Brandell）：音樂劇演員和歌手，27歲。
- 伊恩·霍爾伯恩（Ian Holbourn）：牛津大學教授和作家，42歲。
- 阿維斯·多芬（Avis Dolphin）：伊恩·霍爾伯恩在此次旅程認識的少女，12歲。
- 奧頓·H·哈蒙德（Ogden H. Hammond）：政治家和未來的美國駐西班牙大使，45歲。
- 查爾斯·T·傑佛瑞（Charles T. Jeffery）：汽車製造商，38歲。
- 麗塔·喬利維特（Rita Jolivet）：汽車製造商，法裔美國女演員，30歲。
- 凱瑟琳·凱伊（Kathleen Kaye）：獨自從紐約返回英國，16歲。
- 第二代朗達女子爵瑪格麗特·麥克沃思:著名威爾斯女貴族和女權主義者，31歲。[27]
- 弗雷德里克·奧爾-劉易斯爵士（Frederick Orr-Lewis）：加拿大商人，55歲。
- 泰歐達·波普·里德爾（Theodate Pope Riddle）：美國建築師和慈善家，48歲。
- 大衛·阿爾弗雷德·托馬斯（英语：D. A. Thomas）（David Alfred Thomas）：英國前議員，59歲。
- 斯科特·特納（Scott Turner）：採礦工程師，34歲。
- 格溫恩·帕里·瓊斯（Gwynn Parry Jones）：威爾士男高音，24歲。
- 瑪格麗特·埃塞爾·艾倫夫人 (Marguerite, Lady Allan）：慈善家和藝術贊助人， H·蒙塔古·艾倫（英语：H. Montagu Allan)）的妻子。
- 奧黛麗·沃倫·珀爾（Miss Audrey Warren Pearl）：最小的倖存者，也是該事件後最後一位離世的乘客，3個月。[28]
- 芭芭拉·麥克德莫特(Barbara Winifred Anderson）：最小的美國倖存者，3歲。[29]

#### 死者
乘客

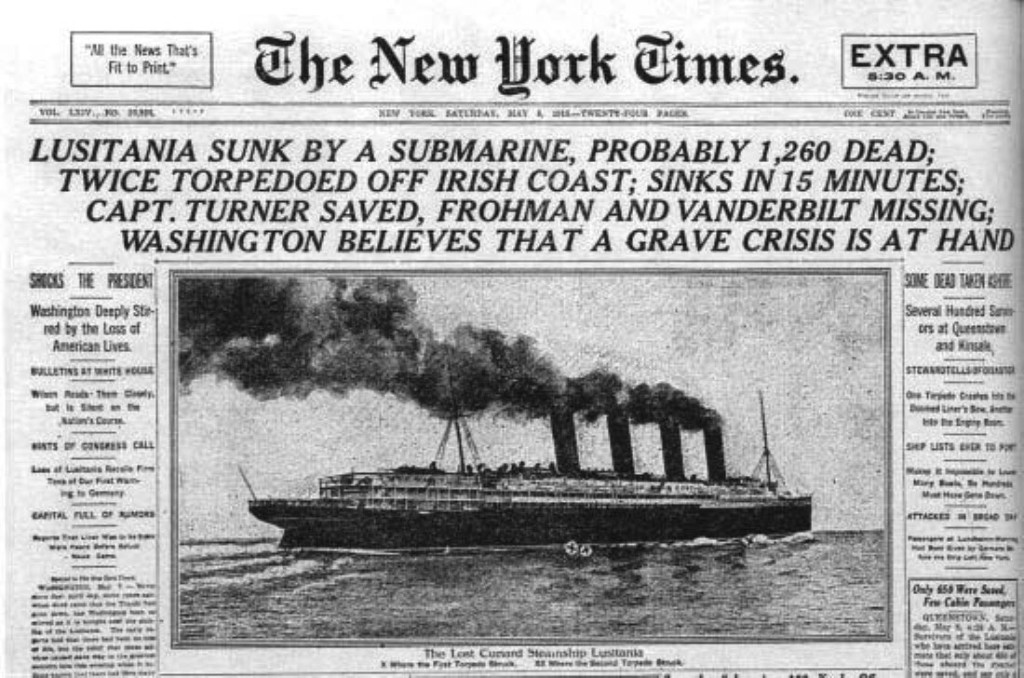
1915年，紐約日報所刊登盧西塔尼亞號沈沒的新聞報導

- 格溫多琳·伊夫林·艾倫與安娜·瑪喬麗·艾倫（Gwendolyn Evelyn and Anna Marjory Allan）：H·蒙塔古·艾倫（英语：H. Montagu Allan）和艾倫夫人的女兒。
- 瑪麗·布朗（Mary Brown），與3歲的孫子小阿爾弗雷德·威瑟比（Alfred Witherbee Jr.），從紐約搬到倫敦，55歲。
- 阿爾伯特·L·霍普金斯（Albert L. Hopkins）：紐波特紐斯造船廠總裁，44歲。
- 弗雷德里克·史塔克·皮爾森（Frederick Stark Pearson）：美國工程師和企業家，53歲，他的妻子梅布爾·沃德·皮爾森（Mabel Ward Pearson）也在船難中喪生。
- 羅斯羅普·維辛頓（Lothrop Withington）：美國系譜學家、歷史學家和圖書編輯，59歲。
- 托馬斯·奧布萊恩·巴特勒（英语：Thomas O%27Brien Butler）（Thomas O` Brien Butler）：愛爾蘭作曲家和指揮家。53歲。
- 威廉·布羅德里克·克洛伊特（William Broderick Cloete）：從墨西哥返回倫敦的礦業企業家。他的屍體從未被發現，62歲。[30]
- 瑪麗·德佩奇（Marie Depage）：比利時護士。外科醫生 安托萬·德佩奇的妻子，42歲。
- 尤斯圖斯·邁爾斯·福爾曼（Justuse Milese Forman）：美國小說家和劇作家，39歲。
- 休·萊恩爵士（Hugh Lane）：愛爾蘭藝術收藏家和都柏林休·萊恩畫廊的創始人，39歲。
- 貝西·馬圖林（Basil Maturin）：英國神學家、作家和天主教祭司，68歲。
- 弗朗西絲·史蒂芬斯（Frances McIntosh Stephens）：蒙特利爾社交名媛，和孫子一同在船難喪生，64歲。
- 阿爾弗雷德·格溫·範德比爾特一世（Alfred Gwynne Vanderbilt）：范德比尔特家族的成員，曾幫助乘坐的旅客逃生，是《盧西塔尼亞號的沉沒》被提名的四位美國舉世矚目的人物之一，37歲。
- 查爾斯·克萊因（Charles Klein）：劇作家，《卢西塔尼亚号的沉没》被提名的四位美國舉世矚目的人物之一，48歲。
- 查爾斯·弗羅曼（Charles Frohman）：美國戲劇導演，58歲，《卢西塔尼亚号的沉没》被提名的四位美國舉世矚目的人物之一。
- 埃爾伯特·格林·哈伯德（Elbert Hubbard）：美國哲學家、作家，《卢西塔尼亚号的沉没》被提名的四位美國舉世矚目的人物之一，58歲。
- 愛麗絲·摩爾·哈伯德（Alice Moore Hubbard）：作家和女權主義者，哈伯德的妻子，53歲。

## 陰謀論

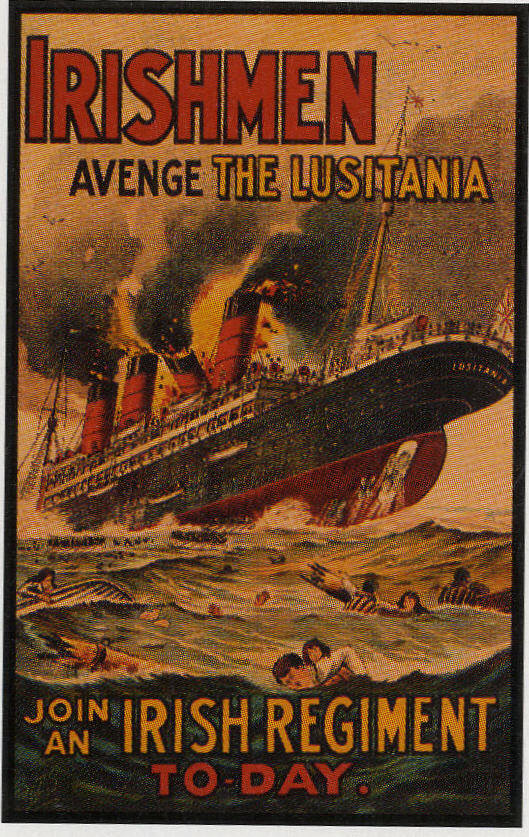
《為卢西塔尼亚号復仇！今天加入愛爾蘭軍團》第一次世界大戰的愛爾蘭招募海報。

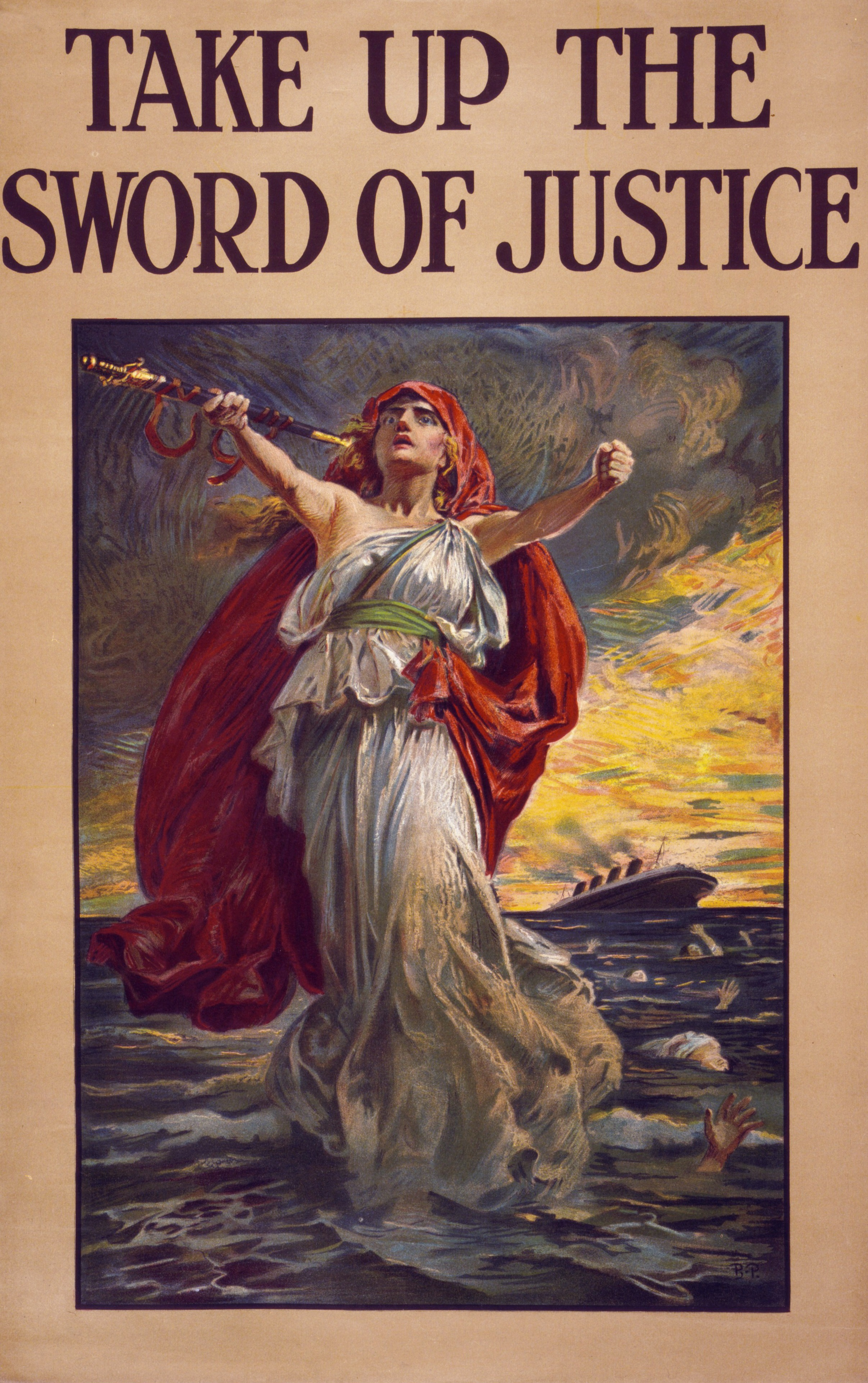
《拿起正義之劍》之招募海報，背景可見沈沒的卢西塔尼亚号。

当时关于击沉事件，民眾開始質疑盧西塔尼亞號在沒有海軍護航的情況下，航行到德國人指定的戰區的問題存在爭議，也有人質疑為什麼這艘巨大的船隻僅花了18分鐘就完全沉沒，尤其是卢西塔尼亚号是否走私违禁战争物资到英国，以及施维格发射的鱼雷数量，都存在着很大的争议。
协约国和美国原本指责德国指挥官击沉卢西塔尼亚号的行为违反了国际法；他不仅袭击一艘手无寸铁的客船，还向沉没的船只发射了第二枚鱼雷。但据战后的调查表明，U-20号仅发射了一枚鱼雷，而卢西塔尼亚号当时并未悬挂国旗，且船上载有大量军火弹药。因此也有猜测认为是英国利用沉船事件以迫使美国卷入第一次世界大战。

#### 未公開的彈藥
盧西塔尼亞號的官方貨物清單中包括750噸步槍/機槍子彈，1,250箱爆炸起爆器，沒有引信或無烟火藥，砲彈與引信分開存放。比斯利曾指出，貨物也包括46噸鋁合金粉末，可以製造炸藥，正運往伍爾維奇兵工廠。埃里克·拉森指出盧西塔尼亞號貨物包括50桶、94箱鋁粉及50箱銅粉。作者史蒂芬·丹佛指出，盧西塔尼亞號還偷偷攜帶大量硝酸纖維素（火棉），雖然沒有在貨物清單上。
此外，有一大批毛皮貨物從炸藥製造商杜邦德內穆爾（Dupont de Nemours）送出，90噸黃油、豬油被運往埃塞克斯皇家海軍武器試驗所。雖然當時是五月分，豬油和黃油無須冷藏，政府也投保特殊費率，但是保險不曾發放。2008年9月，潛水員約恩·瑪蒂在沈船中發現英國軍方使用的子彈，這個地區先前未被認為曾經裝載貨物。

#### 英國皇家海軍破壞說
據稱轟沉盧西塔尼亞號的元兇其實是英國皇家海軍，都柏林的潛水員德奎格利在1990年代潛水到盧西塔尼亞號，他說該船“就像瑞士奶酪”，周圍圍繞著未爆炸的刺猬地雷。。
2009年2月，探索頻道電視連續劇尋寶探秘播出《Lusitania Revealed》，商業探險家格雷格·比米斯和海難專家使用遠程控制無人潛水器探索盧西塔尼亞號，並在盧西塔尼亞號殘骸中發現未爆炸的深水炸彈。都柏林三一學院威廉·金斯頓教授聲稱「毫無疑問，皇家海軍和英國政府多年來採取非常多措施試圖阻止人們研究盧西塔尼亞號。

## 殘骸

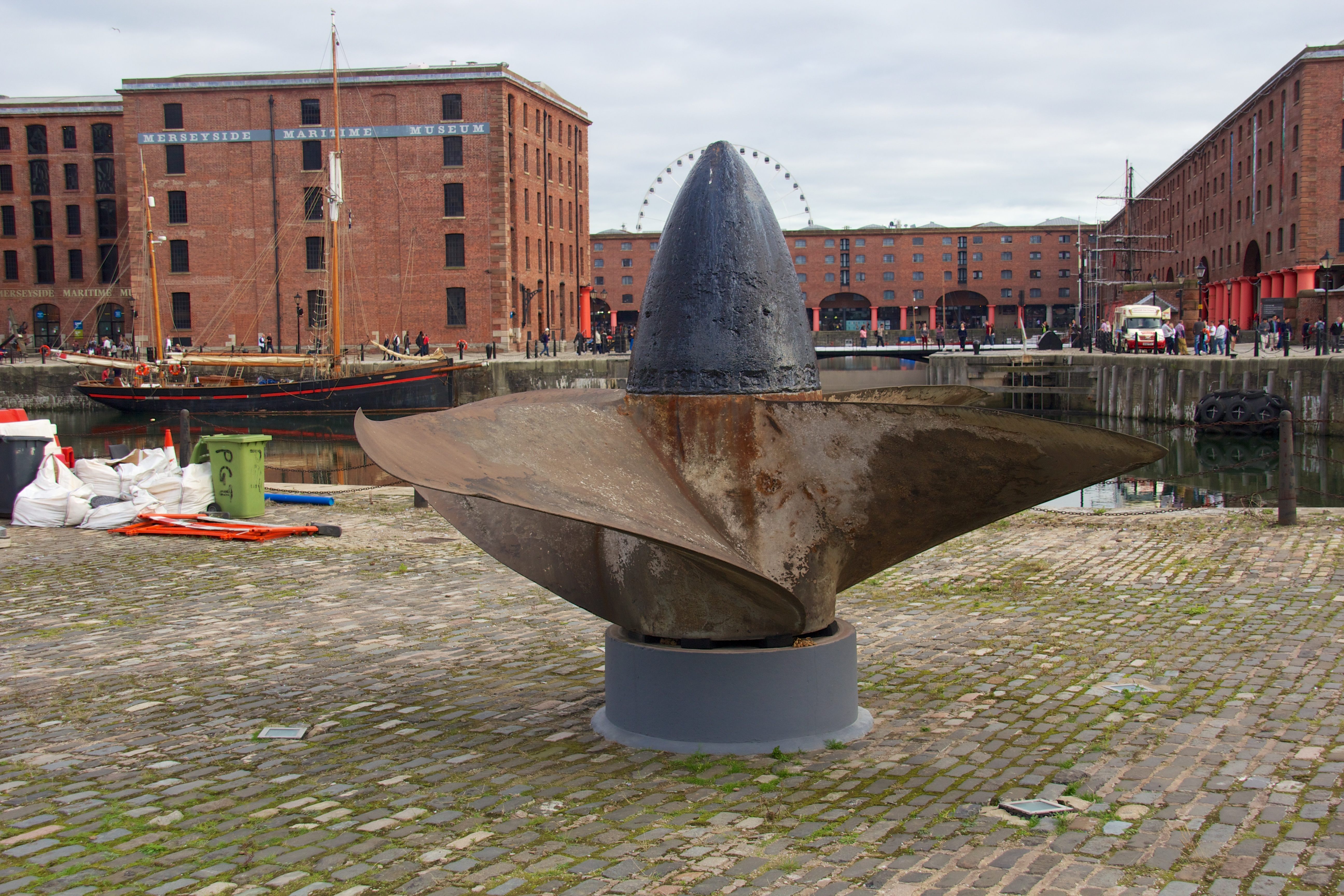
目前於英國利物浦的默西塞德郡海事博物館展出的盧西塔尼亞號螺旋槳。

盧西塔尼亞號的殘骸由一支來自格拉斯哥的探險隊在1935年10月6日被發現，位置位於金塞爾燈塔以南 11 英里（18 公里）處，大約93公尺的的海底中。由於撞擊地底以及當地冬季潮汐和海流腐蝕的力量，殘骸主體已經嚴重坍塌，上層建築也已經受到劣化的破壞。
不過，一些船體部分仍能辨識，如仍然清晰可辨的名字、一些仍然完好無損的繫船柱、長廊甲板的碎片、一些舷窗、船頭和剩餘的螺旋槳部分。然而最近對沉船的考察表明，與位於深海的鐵達尼號相比，盧西塔尼亞號殘骸的狀況出奇地糟糕，因為她的船體已經開始坍塌。

### 沉船文物
- 1982年從沉船中打撈上來的盧西塔尼亞號四葉螺旋槳中的一台，目前於英國利物浦的默西塞德郡海事博物館作為紀念館展出。[47]
- 第二隻螺旋槳，當前則在位於美國德克薩斯州達拉斯的希爾頓阿納托爾酒店展出。[48]
- 1980 年代，從船上回收的第三隻螺旋槳被熔化以製造紀念性高爾夫球桿。[49][50]
- 救生艇吊艇架，和其他一些手工藝品在盧西塔尼亞號博物館和金海德信號塔展出。[51]
- 盧西塔尼亞號和毛里塔尼亚号的原始構建模型，在哈利法克斯的大西洋海洋博物館展出。[52][53][54]

## 流行文化

### 動畫

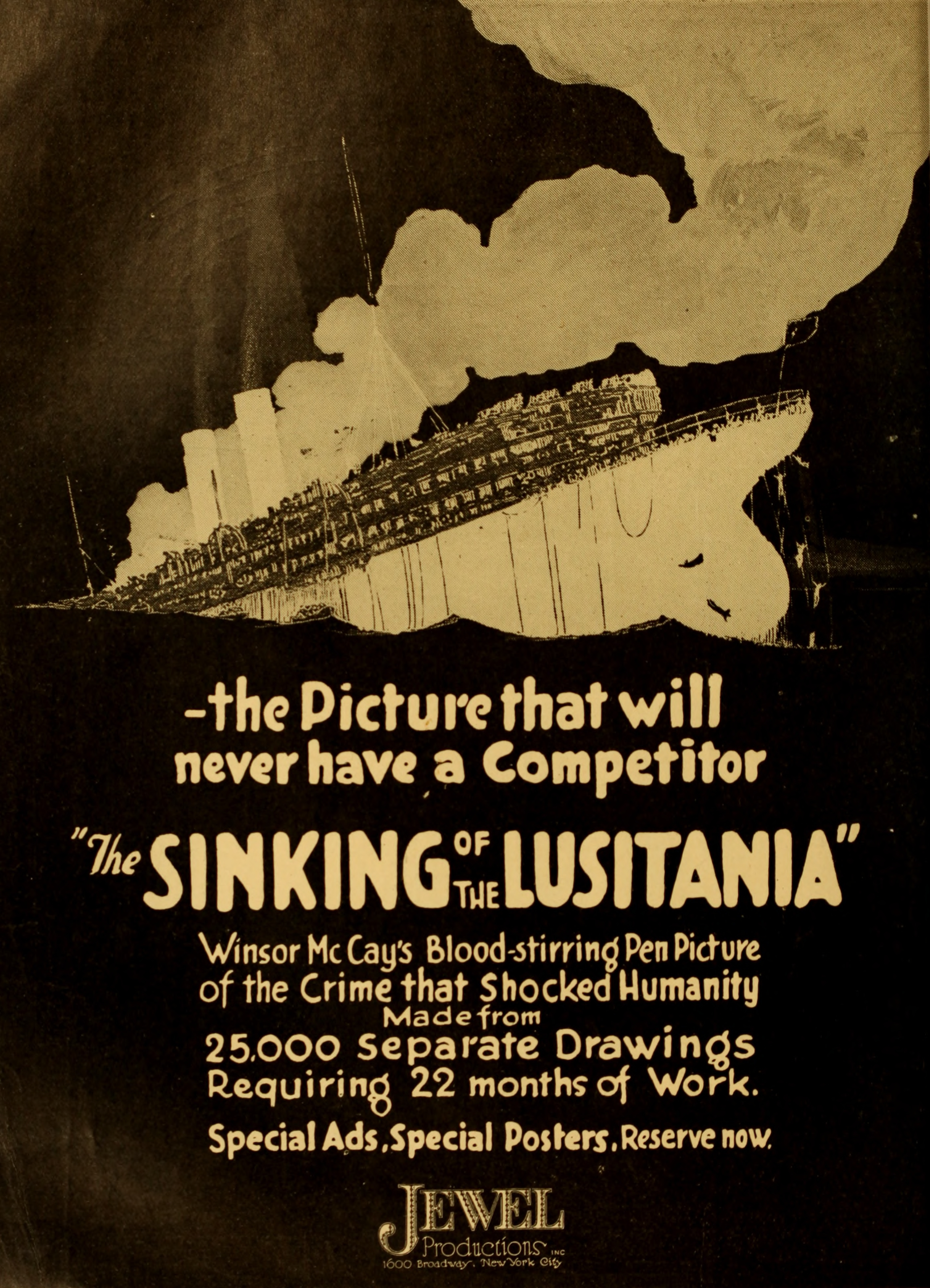
電影《卢西塔尼亚号的沉没》的海報

美國漫畫家兼動畫師溫瑟·麥凱在事件三年後創作出無聲動畫短片《卢西塔尼亚号的沉没》，這是一部宣傳性質的作品，同時本片還是歷史上最早的動畫紀錄片，也是現存年代最早的嚴肅、正劇類題材動畫作品。

### 影視
- 《卢西塔尼亚号的沉没:海上恐懼（英语：Sinking_of_the_Lusitania:_Terror_at_Sea）》(2007年）:一部描繪卢西塔尼亚号的沉没事件的傳記片。
- 《卢西塔尼亚号的黑暗秘密》(2011年）:美國國家地理紀錄片。[55]

## 圖片

### 船艙圖片
- 陽台咖啡廳
- 三等艙餐廳（Third class dining saloon）
- 樓梯和電梯（Staircase and elevator）

- 頭等艙休息室和音樂室（Lounge and Music Room）
- 卢西塔尼亚号的頂層餐廳（Dining Saloon）
- 卢西塔尼亚号的馬可尼無線室（Marconi Wireless Room）